# 劉瑜
劉瑜（りゅう ゆ、生年不詳 - 168年）は、後漢の学者・官僚。字は季節。本貫は広陵郡。広陵靖王劉守（武帝の子の広陵厲王劉胥の孫）の玄孫にあたる。

## 経歴
清河太守の劉弁の子として生まれた。劉瑜は若くして経学を好み、図讖・天文・算暦の術を得意とした。州郡に召し出されたが官に就かなかった。
165年（延熹8年）、太尉の楊秉により賢良方正に挙げられ、洛陽に到着すると、宦官や佞人をしりぞけるよう上書した。
桓帝が劉瑜を召し出して災害の徴候について諮問すると、劉瑜は讖緯説に基づいて回答したが、桓帝は劉瑜の進言を用いることができなかった。劉瑜は議郎に任じられた。
桓帝が死去すると、大将軍の竇武が宦官たちを粛清しようと図り、劉瑜を侍中として召し出し、計画を謀議した。168年（建寧元年）9月、竇武らが宦官排除に失敗すると、劉瑜らは皆、誅殺された。劉瑜の死後、宦官たちはかれの上書を虚偽扱いして全て焼いた。
子に劉琬があり、劉瑜の学問を伝え、気象の予報に明るく、災異について著述した。方正に挙げられたが、官につかなかった。

## 伝記資料
- 『後漢書』巻57 列伝第47